# 名取 (軽巡洋艦)
名取（なとり）は、大日本帝国海軍の軽巡洋艦。長良型の3番艦である。
艦名は川の名で、宮城県の名取川より名づけられた。

## 艦型

### 太平洋戦争時
最終時の兵装は以下の通り。
- 50口径三年式14cm単装砲 5基5門
- 40口径八九式12.7cm連装高角砲 1基2門
- 九六式25mm三連装機銃 2基6門
- 同連装機銃 2基4門
- 同単装機銃 2基2門
- 九三式13mm連装機銃 1基2門
- 八年式61cm連装魚雷発射管 4基8門
- 二一号対空用電探1基
- 水中聴音機1基
- 110cm探照燈3基

## 艦歴
名取は、大正年間に多数建造された5500トン型軽巡洋艦の長良型の一艦として、1922年（大正11年）に三菱造船長崎造船所（現・三菱重工長崎造船所）で完成した。完成時には、高速軽巡洋艦として、水雷戦隊の旗艦に適した優秀な艦であった。
1927年12月に第二艦隊第二水雷戦隊（司令官館明次郎少将）の旗艦となり、1933年5月、第一艦隊第七戦隊に編入された。
1936年12月に第一艦隊第八戦隊（司令官南雲忠一少将）に移り南支方面で行動した。1938年12月、第五艦隊第九戦隊に編入し、馬公を基地として南支作戦に参加した。
1939年9月に予備艦となり舞鶴で旗艦としての改造を行った。
1940年11月、第二遣支艦隊第五水雷戦隊（司令官原顕三郎少将）の旗艦となり、翌年4月、第五水雷戦隊は第三艦隊に編入され、南部仏印進駐作戦に参加。

### 太平洋戦争
太平洋戦争緒戦では、第五水雷戦隊（駆逐艦2隻を除く）などからなる比島部隊第一急襲隊（指揮官は第五水雷戦隊司令官原顕三郎少将）の一隻としてフィリピン北部のアパリ攻略に参加した。第一急襲隊は上陸部隊を乗せた船団を護衛して12月7日に馬公から出撃。12月10日に目的地に到着、第一次上陸部隊の上陸に際して抵抗は無く、上陸成功が報じられた。同日、クラーク基地より発進したアメリカ陸軍第14中隊のB-17爆撃機2機が来襲。名取の左舷中央部付近に至近弾があり、搭載機大破、重油タンク破損などの損害を受け、死者7名負傷者15名を出した。名取は修理のため馬公へ向かわされ、原少将は旗艦を駆逐艦長月に変更した。
続いて第五水雷戦隊は第十一掃海隊および第三十掃海隊とともに第一護衛隊（指揮官は第五水雷戦隊司令官）を編成し、リンガエン湾上陸に参加した。上陸部隊を運ぶ船団は3つに分かれており、第一から第三護衛隊がそれぞれ護衛する計画であった。第一護衛隊は23隻からなる船団を護衛して12月18日に高雄から出撃。別の場所から出撃したほか2つの部隊と途中で合流し、リンガエン湾へむかった。上陸は12月22日に行われ、成功した。12月23日、マニラ湾からアメリカ巡洋艦1隻、駆逐艦2隻、潜水艦2隻が出撃したとの情報があり第五水雷戦隊は南へ向かったものの会敵しなかった。名取は駆逐艦水無月とともに12月24日にリンガエン湾を離れ、12月26日に馬公に着いた。
第五水雷戦隊は馬来部隊に編入され第八駆逐隊、練習巡洋艦香椎などとともに第二護衛隊（指揮官は第五水雷戦隊司令官）を編成。12月末からは第二護衛隊は第25軍と第15軍の一部を馬公からシンゴラおよびバンコクへ運ぶ船団の護衛に従事した。12月31日に船団は馬公より出発。1942年1月7日に香椎、駆逐艦2隻、海防艦1隻に護衛されてバンコクへ向かう船団が分離され、残りの船団は1月8日にシンゴラに到着した。1月9日零時に第五水雷戦隊（第五駆逐隊を除く）は蘭印部隊に移り、同日シンゴラを離れた。第五駆逐隊も1月12日零時に蘭印部隊に編入された。第五水雷戦隊は台湾で西部ジャワ攻略作戦の準備を行なった。
その後、第五駆逐隊と第二十二駆逐隊は第十六軍主力を運ぶ船団を護衛してカムラン湾へ移動。名取もカムラン湾に進出し、2月3日に到着。ジャワ攻略作戦に参加し、3月1日、バタビア沖海戦において米重巡ヒューストンの撃沈に貢献した。
3月12日、名取はマカッサルへ向かった。
3月10日の戦時編制改定により第五水雷戦隊は解隊され、名取と長良、鬼怒で第十六戦隊が編成された。名取はその司令官原顕三郎少将の旗艦となった。
3月29日から「名取」は「那珂」、「長良」などとともにクリスマス島攻略作戦に参加した。攻略部隊は3月29日にバンタム湾から出撃。3月31日にクリスマス島に到着し、軽巡洋艦3隻の水偵は爆撃を行なった。上陸は成功したが、「名取」と「那珂」はアメリカ潜水艦「シーウルフ」の雷撃を受け、「那珂」は4月1日に被雷損傷。「名取」は「那珂」を曳航してバンタム湾へ向かった。
以後、名取は1943年1月まで東インド方面の警戒任務に従事した。12月1日、チモール島沖で索敵機により発見されたオーストラリア艦隊（掃海艇アーミデール、キャッスルメーン、特設掃海艇クル）攻撃に鬼怒とともに向かったが捕捉出来ずに終わった。またこの際命中はしなかったがオーストラリア軍機による爆撃を受けている。この後、ホーランディアへ陸戦隊を輸送。
1943年1月6日、アンボンへ向かっていた船団が爆撃を受けて水雷艇友鶴が損傷した。名取はその元へ派遣されて警戒にあり、その後単独でアンボンへ向かったが、9日10時43分にアンボン灯台南東18海里でアメリカ潜水艦トートグの雷撃を受けた。後部に魚雷1本が命中して後部が切断され、戦死7名、負傷12名を出した。操舵不能になったが針路変更は機械操作により行うことができ、13時45分にアンボンに到着した。名取はアンボンで陸軍救難船大隈丸の協力により仮修理を行ったが、同月16日と21日にB-24の攻撃を受け21日には至近弾により損傷した。そのため敷設艦蒼鷹の護衛でマカッサルへ後退したが、命中しなかったもののその途中にも再びトートグによる攻撃を受けた。マカッサル到着後はシンガポールへ向かいそこでの応急修理の後に舞鶴に帰投。1944年4月まで修理、改造を実施した。この改造時に7番主砲を撤去して跡に12.7mm連装高角砲を装備、5番主砲の撤去、機銃の多数増備などが行われた。
修理を終えた後、名取は中部太平洋方面艦隊に編入され、内海西部で訓練を実施していたが、1944年5月に第三水雷戦隊に編入、呉から第126防空隊をダバオまで輸送した。6月のマリアナ沖海戦では機動部隊の補給隊を護衛した後、連合艦隊付属となりフィリピンからパラオに作戦輸送を行っていた。

### 最期
8月18日、名取はサマール島東方水域においてアメリカ潜水艦ハードヘッドの雷撃を受け沈没した。
久保田智艦長以下550名（便乗者含む）が戦死。生存者183名はカッターボート3隻に分乗し、13日目の朝、ミンダナオ島スリガオに辿り着いた。この時のカッター行を次席将校だった松永市郎が『先任将校ー軍艦名取短艇隊帰投せり』など手記にまとめている。1日当たり10時間以上カッターを漕ぎ、天測航法などを駆使して陸地を目指した。水分はスコールで補給し、食料は士官も水兵も平等に1日当たり乾パン1人2枚と決めた。夜間は乾パン缶の上に寝て盗難を防ぎ、反乱を防いだ。名取の生き残り乗員の生還劇は戦後、アメリカにも伝わった。松永とハードヘッドの艦長は文通するようになり、『米潜水艦ハードヘッドvs軍艦名取短艇隊』『次席将校ー「先任将校」アメリカを行く』の出版に繋がった。
同年(1944年)8月21日、天皇に名取沈没の情報が奏上される。同年10月10日に艦艇類別等級表から削除、
帝国軍艦籍から除かれた(除籍)。

## 歴代艦長
※『艦長たちの軍艦史』152-155頁、『日本海軍史』第9巻・第10巻の「将官履歴」及び『官報』に基づく。

### 艤装員長
1. 副島慶親 大佐：1922年2月15日[42] -

### 艦長
1. 副島慶親 大佐：1922年9月15日 - 1922年12月1日[43]
2. 森田登 大佐：1922年12月1日[43] - 1923年11月20日
3. 小倉泰造 大佐：1923年11月20日 - 1924年12月1日
4. 井上四郎 大佐：1924年12月1日 - 1925年11月20日
5. 加島次太郎 大佐：1925年11月20日 - 1926年5月20日
6. 水城圭次 大佐：1926年5月20日 - 1926年11月1日
7. （兼）市来崎慶一 大佐：1926年11月1日 - 1926年12月1日
8. 松本忠左 大佐：1926年12月1日 - 1927年8月20日
9. 津田威彦 大佐：1927年8月20日 - 1927年11月15日
10. 有地十五郎 大佐：1927年11月15日 - 1928年8月1日
11. 日暮豊年 大佐：1928年8月1日 - 1928年12月10日
12. 佐田健一 大佐：1928年12月10日 - 1929年11月30日
13. 小山与四郎 大佐：1929年11月30日 - 1930年12月1日
14. 三木太市 大佐：1930年12月1日 - 1931年4月5日
15. 星野倉吉 大佐：1931年4月5日 - 1931年12月1日
16. 坂部省三 大佐：1931年12月1日 - 1932年6月10日
17. （兼）後藤輝道 大佐：1932年6月10日 - 1932年12月1日[44]
18. 松木益吉 大佐：1932年12月1日 - 1933年11月15日
19. 松浦永次郎 大佐：1933年11月15日 - 1934年11月15日
20. 岸福治 大佐：1934年11月15日 - 1935年11月15日
21. 岡村政夫 大佐：1935年11月15日 - 1936年12月1
22. 中原義正 大佐：1936年12月1日 - 1937年11月10日
23. 中尾八郎 大佐：1937年11月10日 - 1938年12月5日
24. 有賀武夫 大佐：1938年12月5日 - 1939年11月15日[45]
25. 松原寛三 大佐：1939年11月15日 - 1940年11月15日[46]
26. 山澄貞次郎 大佐：1940年11月15日 - 1941年7月28日
27. 佐々木静吾 大佐：1941年7月28日 -
28. 猪口敏平 大佐：1942年7月1日 - 1943年1月20日
29. 植田弘之介 大佐：1943年1月20日 -
30. （兼）平井泰次 大佐：1943年7月20日 - 1944年3月18日
31. 久保田智 大佐：1944年3月18日 - 1944年8月18日戦死